# Crotalaria doidgeae
Crotalaria doidgeae är en ärtväxtart som beskrevs av Frans Verdoorn. Crotalaria doidgeae ingår i släktet sunnhampor, och familjen ärtväxter. Inga underarter finns listade i Catalogue of Life.